# Мрежа огранака Библиотеке Бора Станковић Врање
Мрежа огранака Библиотеке Бора Станковић Врање састоји се од пет стационираних огранака, од којих је један у градском подручју, а четири у околним, насељеним местима града Врања.
То су следећи огранци:
- Доње Врање (Врање)
- Врањска Бања (варошица)
- Ратаје (сеоско подручје)
- Вртогош (сеоско подручје)
- Власе (сеоско подручје)

## О огранцима

### Огранак у Доњем Врању
Овај огранак Библиотеке Бора Станковић располаже простором од 240 квадрата. Књижни фонд, након завршене аутоматске обраде, има 16.949 књига. Укупан број активних корисника на нивоу године је око 200. Структуру корисника чине деца предшколског узраста, ученици основних школа (најбројни су и има их више од сто), ученици средњих школа, студенти, пензионери и одрасли. Већину корисника библиотеке чине деца школског узраста. Број приновљених књига на годишњем нивоу је између 400 и 500. Одељење прима четири наслова периодике - Вечерње новости, Политика, Политикин забавник и Нин. Број издатих књига на нивоу године је око 1.700, од чега је нешто мање од 1.000 укупан број коришћених књига за децу, а око 700 за одрасле. Укупан број посета библиотеци је око 1.200 годишње. Увођењем резервација, омогућено је корисницима да у што краћем року дођу да жељене књиге. Библиотека у Доњем Врању отворена је за кориснике током целог дана од 8 до 19 сати, а суботом од 8 до 13.

### Огранак у Врањској Бањи
Одељење у Врањској Бањи отворено је 1963. Од тада је тамошња библиотека променила више локација, да би 2014. престала са радом. Од 26. јануара 2019. поново је покренут рад овог огранка. И тада је одлучено да упис у библиотеку буде бесплатан за кориснике свих категорија. Књижни фонд у Огранку у Врањској Бањи има око 11.600 књига и комплетно је унет у COBISS базу још 2019. године. Од 1. јуна 2022. године библиотека је успоставила потпуну аутоматизацију библиотечког пословања у Огранку у Врањској  Бањи, инсталирањем сегмента COBISS3/Позајмица. Аутоматизована позајмица је сегмент који омогућава аутоматизацију поступака као што су: упис и промена података о члановима, промена броја чланске карте, позајмица грађе ван библиотеке или за читаоницу, продужење рока позајмице, разервацију заузете и слободне грађе, итд. и доприноси бржем, прецизнијем раду и сналажењу библиотекара, а корисницима  омогућава бољи увид у доступност појединачних примерака грађе, чиме се квалитет пружених услуга подиже на виши ниво. У Одељењу Библиотеке у Врањској Бањи има скоро 300 регистрованих корисника библиотечких услуга. Укупан број активних позајмилаца је око 200. Предњаче ученици основне школе - око 120. Број посета на годишњем нивоу премашује 1.000. Број узетих књига је око 1.500 годишње, од чега скоро 1.000 за одрасле. Структура чланова је разноврсна - осим предшколаца и ученика, који чине већину чланова, постоји доста интелектуалаца, као и пензионера. Годишње библиотека увећа фонд ѕа око 500 наслова. У овом огранку повремено се организују књижевне вечери.

### Огранак у Ратају
Огранак у селу Ратаје располаже фондом од око 6.000 књига. Библиотечку делатност обавља библиотекар са положеним стручним испитом. Библиотека користи просторије од 50 квадрата у дворишту Основне школе Бранислав Нушић (зграда старе школе). Библиотека је отворена за кориснике током целе радне недеље. Има нешто више одм 200 регистрованих корисника. У структури чланства преовлађују ученици основне школе, има их више од 100. Укупан број посета на годишњем нивоу је око 2.000, а број коришћених публикација на годишњем нивоу премашује 900. Годишње се набави око 150 књига. Библиотека је осавремењена 2021. године. Огранак од тада има рачунарску опрему доступну свима у селу.

### Огранак у Вртогошу
Огранак у селу Вртогош налази се у просторијама Основне школе „1. мај“ и користи тај простор за обављање библиотечко-информативне  делатности. Радно време библиотеке је усклађено са радним временом школе - од 7.30 до 13.30 сваког радног дана. Међу корисницима преовлађују ученици од 1. до 8. разреда и радници школе.  Огранак поседује  фонд од преко 5.100 књига. У 2019. години потпун фонд огранка унет ј у COBISS базу. Огранак има око 300 регистрованих корисника. Укупан број посета на нивоу године је између 1.200. и 1.300  док број коришћених публикација износи  око 700. Годишње се набави око 150 нових наслова. 

### Огранак у Власу
Огранак у селу Власе, у брдско-планинаском подручју изнад Врања, има добру структуру фонда са више од 5.000 књига. Фонд се једно време није коростио због проблема са загревањем простора, али је опет у функцији од октобра 2024. године. Огранак се налази у згради Основне школе “20. октобар”, у просторији од 38 м2. 
У огранцима се повремено организују књижевне вечери и сусрети првенствено дечјих писаца са ђацима - члановима библиотека.

## Галерија
- Огранак матичне библиотеке у Врањској Бањи
- Рад са корисницима у Врањској Бањи је потпуно аутоматизован
- У огранцима врањске библиотеке су најчешће књиге прилагођене школском уѕрасту